# Relations entre la Bretagne et le Japon
Les relations entre la Bretagne et le Japon s'inscrivent dans le cadre des relations entre la France et le Japon, et sont actives principalement dans les domaines culturels et économiques depuis le début du XXe siècle, avec un renforcement des relations à partir des années 1970.

## Histoire

### Premiers contacts indirects dès le XVIIIe
Les premiers contacts entre le Japon et la Bretagne s'opèrent de façon indirecte. Au XVIIIe siècle, le président de Robien possède ainsi quelques objets venant de ce pays dans son cabinet de curiosités, obtenu après un passage par la Chine ou la Hollande, et dont l'origine est dès le départ bien identifiée. Son neveu Pierre-Louis-Achille De Robien, chef de comptoir à Canton pour la Compagnie française des Indes orientales, lui fournit aussi quelques pièces, ainsi qu'au fils de celui-ci.
Des biens venant du Japon transitent à la même époque dans les ports bretons. L'ambassade du roi de Siam en 1686 comporte quelques pièces japonaises à destination du roi de France. Quelques laques venant du Japon sont aussi obtenues par des marchands français, et transitent lors du XVIIIe siècle par les ports de Lorient et Port-Louis.

### Échanges militaires à partir de la fin du XIXe

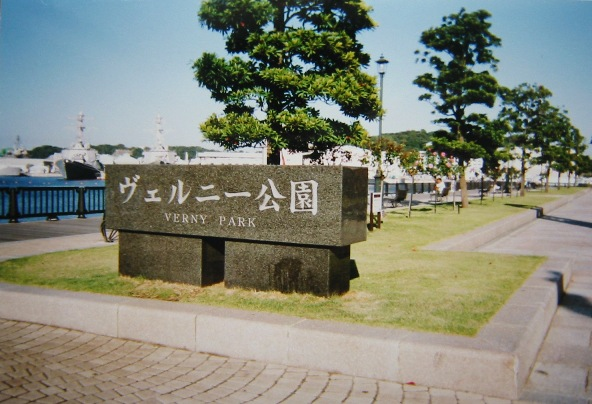
Le parc Verny à Yokosuka.

Le Japon cherchant à moderniser sa flotte militaire dans la seconde moitié du XIXe siècle fait appel à un ingénieur maritime de Brest, Léonce Verny. Après avoir recruté trois ouvriers de l'Arsenal de Brest en 1866, il se rend avec eux à Yokosuka où il participe à la création d'un arsenal moderne, et où l'un d'eux reste jusqu'en 1874. Plus tard en octobre 1906 un officier japonais visite l'arsenal de Lorient, toujours dans le cadre d'échanges technologiques militaires.
Yves Le Prieur, fait voler le premier avion au Japon en 1909, et est le premier français à obtenir une ceinture noire de judo, passé dans l'école de Jigorō Kanō[réf. nécessaire].
Le frère du shogun, Tokugawa Akitake est présent en France dans le cadre de l'exposition universelle de 1867 la même année, et se rend en Bretagne en aout 1868 où il visite Brest et son arrière-pays quelques jours, avant de se rendre à Nantes et de s'arrêter brièvement à Lorient.

### Le japonisme et premiers échanges artistiques
|                                                           |  |  |
| L'original de Hokusai et sa réinterprétation par Gauguin. |  |  |

Le courant pictural du japonisme connait un développement important à Paris dans les années 1870, et les réalisations de Hokusai jouissent d'une grande popularité dans le milieu artistique. Des peintres, aidés par le développement du chemin de fer en Bretagne à la même époque, vont utiliser les paysages de la région pour leurs productions artistiques, en y appliquant les techniques de ce courant. Gauguin, Sérusier, ou encore Rivière réalisent à l'époque des toiles de ce type.
Les fonds artistiques de l'amiral Jean-Baptiste Cécille contenant de nombreuses pièces japonaises, légués à l'origine à la ville de Rouen, sont acquis par le musée des beaux-arts de Brest en 1914, et enrichis par son gendre Danguillecourt, puis par le conservateur du musée. L'importance de ceux-ci motive le don par le musée de la Marine de nouvelles œuvres japonaises en 1924.

### Ukiyo-ebretonnes

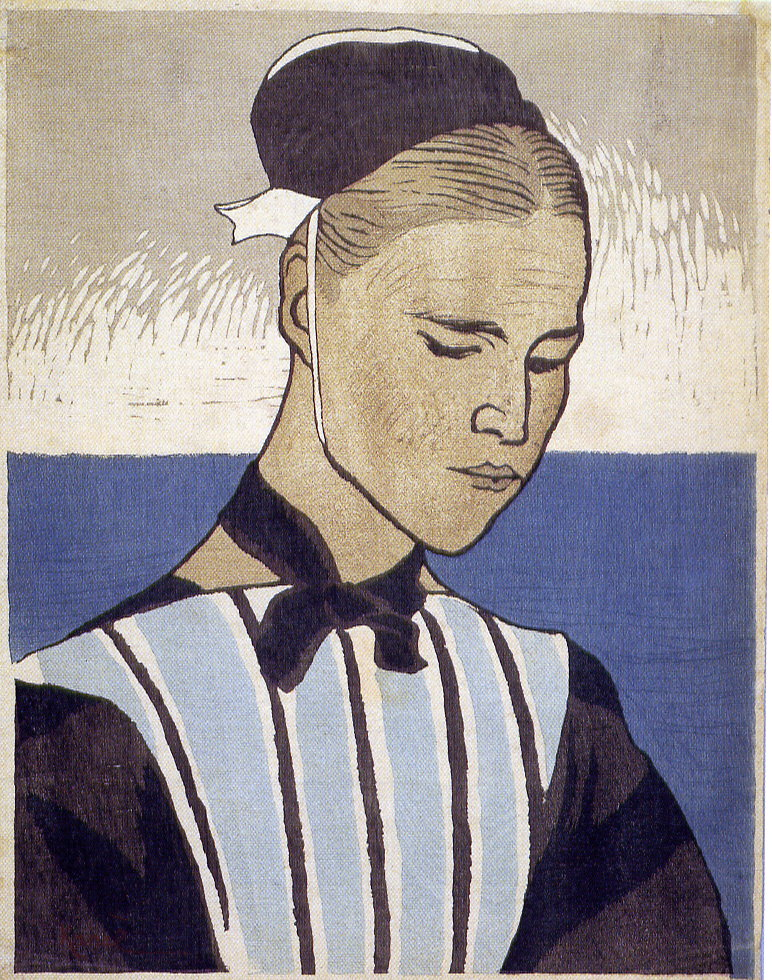
La Bretonne, sōsaku hanga de Yamamoto Kanae.

La technique de l'ukiyo-e se répand en Bretagne par plusieurs biais à partir des années 1900. Certains artistes comme Mathurin Méheut ou Carl Moser en reprennent la technique de gravure sur bois, ainsi que les thèmes (labeur populaire...). Géo-Fourrier, établis à Quimper, poursuit le mouvement en faisant éditer de 1936 à 1939 à Tokyo chez Takamizawa Mokuhansha plusieurs de ses estampes.
Des maitres japonais se déplacent aussi dans la péninsule. Yamamoto Kanae visite le Finistère en 1913, d'où il tire son inspiration pour cinq réalisations majeures, dont la réalisation s'étale de 1913 à 1920, et qui compte parmi les œuvres majeures du mouvement des sōsaku hanga. Kiyoshi Hasegawa, qui grave dès 1913 des motifs néo-celtiques pour la revue Seihai, se rend lui à Quimper en 1920, séjour qui lui fournit l'inspiration pour plusieurs œuvres.

### Voyageurs bretons au Japon
Plusieurs artistes bretons se rendent dans l'archipel dans les années 1910. Mathurin Méheut y séjourne quelques mois en 1914 grâce à une bourse d'Albert Kahn. Dans ses carnets de voyages, il relève un certain nombre de ressemblances entre les paysages de la Bretagne et ceux du Japon,. À Kyoto son intérêt est tourné vers l'artisanat local (porcelaines, laques, gravure sur bois...), et est guidé par Kanokogi Takeshirō, un peintre ayant visité la Bretagne lors de ses études en France. De cette expérience il tire plusieurs réalisations dans la région, comme des miniatures pour le céramiste Henriot, ou des décorations intérieures et extérieurs de la villa « Le Carhuel » d'Étables-sur-Mer.
Le photographe lorrain Francis Hennequin fréquente lui la région de nombreuses années où s'est implanté sa famille, et y réalise plus de 2 000 plaques photographiques montrant des paysages bretons. Il se rend au Japon en 1912, y photographie de manière similaire des sujets proches de ses sujets bretons : bateaux, personnes en costumes, sanctuaires religieux.

### Première et Seconde Guerres mondiales
- Nagata Maru coulé au large d'Ouessant le 30 novembre 1916, 5 marins enterrés au carré militaire de Brest-Kerfautras [23]
- Sous-marins I-30, I-8, et I-29 passent par les bases de sous-marins de Brest et de Lorient entre 1942 et 1944.

### Implantations économiques à partir des années 1980
Dans les années 1980, des entreprises japonaises cherchent à implanter des centres de production en Europe pour éviter un surcout causé par les barrières douanières alors en place à l'époque. La présence à Rennes du CCET, un centre de recherche de bonne réputation actif dans les télécommunications, convainc Canon d'implanter une usine à Liffré en 1983.

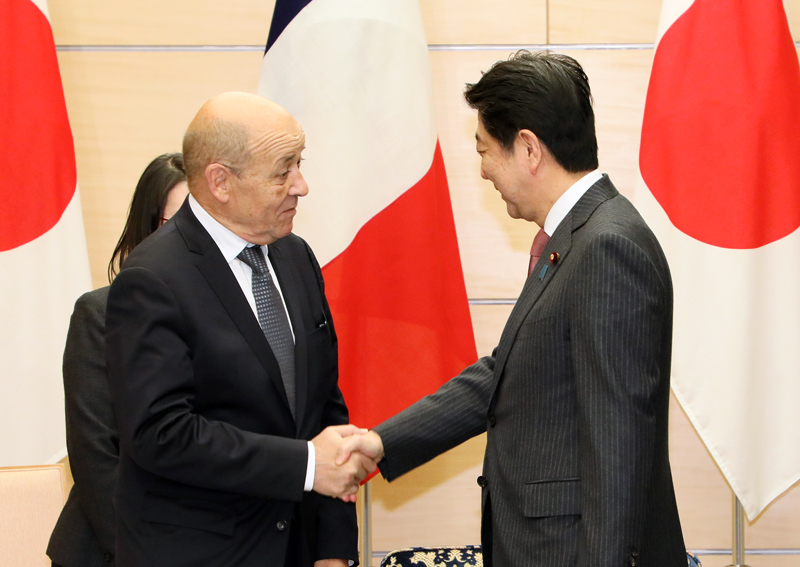
Jean-Yves Le Drian, alors ministre des Affaires étrangères, avec le premier ministre japonais Shinzō Abe. Lors de ses mandats à la tête la région, il œuvre pour développer les relations avec le Japon et s'y rend tous les ans pour rencontrer des acteurs économiques locaux.

Les implantations en région Bretagne augmentent, jusqu'à représenter 3 000 emplois indirects (dont 1000 directs) au milieu des années 1990, plaçant la région au troisième rang hors région parisienne (derrière l'Alsace et le Nord-Pas-de-Calais) des régions françaises dans ce domaine. En 1997, toutes les implantations sont concentrées en Ille-et-Vilaine. Cette expansion est favorisée par le conseil régional de Bretagne qui à partir de 2004 conduit annuellement des missions économiques dans l'archipel. Une diversification des activités s'opère à la même époque. Initialement concentrées dans l'électronique, elles se développent dans l'agro-alimentaire (Nissui à Kervignac en 2008, Makurazaki à Concarneau en 2013), pour représenter 2 700 emplois directs sur 29 sites en 2014, plaçant la région à la seconde place des investissements japonais en France, derrière l'Île-de-France. Le pays est en 2011 le premier investisseur étranger dans la région.

## Arts
La série d'expositions temporaires « Bretagne-Japon 2012 » est organisée dans des musées de la région Bretagne en 2012, mettant en avant des œuvres japonaises et leurs influences sur la production artistique bretonne. La manifestation est accompagnée d'un colloque international,. Plusieurs expositions temporaires suivent les années suivantes dans des musées japonais, mettant en avant la représentation de la Bretagne dans la peinture : Le Musée des arts Panasonic de Shiodome (ja) organise une exposition sur « Gauguin et les peintres de Pont-Aven » (ゴーギャンとポン=タヴァンの画家たち展) en 2015, suivi en 2023 par l'exposition « Bretagne, terre d'inspiration » (憧憬 の地 ブルターニュ) au Musée national de l'Art occidental à Tokyo, et la même année l'exposition itinérante « Lumière et vent en Bretagne »  (ブルターニュの光と風) organisé au Sompo Museum of Art (en) à Tokyo, et dans quatre autres villes,.
- Cécile Corbel
- Alain Kervern

## Jumelage
Rennes-Sendai depuis 1967, Brest-Yokosuka, Nantes-Niigata, Landerneau-Imadate (en),

## Population
En 2013, environ 200 bretons vivent au Japon. La même année, une centaine de japonais vivent dans le seul département d'Ille-et-Vilaine.

## Sources